# Municipalité de Jesús Carranza
La municipalité de Jesús Carranza est l'une des 212 municipalités de l'État de Veracruz, et est située à l'extrémité sud-est de cet État, où elle est limitrophe au sud et à l'est de celui de Oaxaca. Établie dans la vallée du Río Coatzacoalcos, elle traversée par les rivières Alegre, Jaltepec et Naranjo, qui en sont des affluents. Elle est jouxtée au sud par les premiers reliefs de la Sierra Madre de Chiapas, et fait partie de l'isthme de Tehuantepec. Elle fait également partie de la Région Olmeca, qui est l'une des subdivisions administratives de l'État de Veracruz.

## Géographie
La municipalité s'étend du nord au sud dans la vallée du Río Coatzacoalcos, et comprend entre autres la confluence avec une importante rivière de ce bassin, le Río Jaltepec. Elle est également traversée par les rivières Alegre et Naranjo, elles aussi tributaires du Río Coatzacoalcos. Plus au sud prend naissance le massif montagneux de la Sierra Madre de Chiapas. Elle est traversée du nord au sud par le couloir de communication ferroviaire qui relie par l'isthme de Tehuantepec les océans Atlantique et Pacifique. La municipalité est bordée au sud-ouest par la limite administrative de l'État de Oaxaca. D'une superficie de 1392,7 km2, elle était peuplée en 2020 de 33 303 habitants, pour une densité de 21,1 habitants par km2.
La municipalité est limitrophe au nord de celles de Texistepec, de Sayula de Alemán et de San Juan Evangelista, à l'ouest et sud-ouest, dans l'État de Oaxaca, par celles de San Juan Cotzocón, Matías Romero Avendaño et Santa María Chimalapa, et à l'est, à nouveau dans l'État de Veracruz, par celles de Hidalgotitlán et de Uxpanapa.

## Composition et démographie
La municipalité est composée en 2015 de 365 localités, dont 2 sont considérées comme urbaines, les autres étant rurales.
| Localité              | Population |
| --------------------- | ---------- |
| Jesús Carranza        | 4023       |
| Suchilapan del Río    | 2487       |
| Colonia Nuevo Morelos | 2348       |
| El Paraíso            | 1072       |
| El Súchil             | 699        |
| Reste des localités   | 16 451     |
| Total population      | 27 080     |

## Histoire
La municipalité est créée en 1879 sous le nom de Suchilapan, correspondant alors à son chef-lieu éponyme, désormais nommé Suchilapan del Río.
En 1910, le chef-lieu est déplacé dans la localité de Santa Lucrecia, qui change de nom en 1932, pour devenir Jesús Carranza, du nom de Jesús Carranza Garza (es), général mexicain ayant pris part à la Révolution mexicaine de 1910.

## Économie

### Agriculture et élevage
La superficie des parcelles semées représentait, en 2019, une superficie totale de 9411,5 hectares, parmi lesquels 5267 hectares étaient voués à la culture du maïs, 1788 hectares à celle du sorgo et 1414 hectares à celle des oranges.
En 2019, la production de viande par tonnes comprenait 12 142,1 tonnes de viande bovine, 321,3 tonnes de viande porcine, 205 tonnes de viande ovine, 114 tonnes de volailles et 6,6 tonnes de dinde. La superficie vouée à l'élevage représentait alors 93 009 hectares.